# Sběrač proudu
Sběrač slouží k napájení vozidel elektrickým proudem.
Z hlediska způsobu napájení vozidel můžeme sběrače rozdělit na sběrače pro trolejové vedení a sběrače pro přívodní kolejnici.

## Sběrače pro trolejové vedení

### Kontaktní vozík

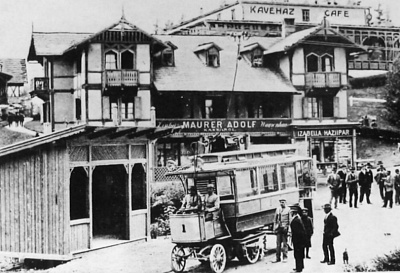
Trolejbus v Tatrách s kontaktním vozíkem

Nejstarším typem sběračů pro nadzemní napájecí vedení byl kontaktní vozík. Po kladkách pojížděl po napájecím vodiči (vodičích) tažený napájecím kabelem za napájeným vozidlem. Tento princip byl použit například u trubkového napájecího vedení první pravidelně provozované německé tramvaje ve Frankfurtu nad Mohanem. Dvoupólové napájení s kontaktním vozíkem měl například trolejbus ve Vysokých Tatrách. Od této podoby sběrače je odvozeno také anglické označení trolley – vozík, počeštěné na trolej.
Později byly sběrače tohoto typu opatřovány pevnou tyčí namísto volného kabelu. Vozíky se ovšem příliš neosvědčovaly, měly sklony k vykolejování, konstrukce vzdušných výhybek byla problematická. Proto bylo obvyklé, že pokud se vozidla míjela, sběrače se jednoduše mezi vozidly vyměnily.

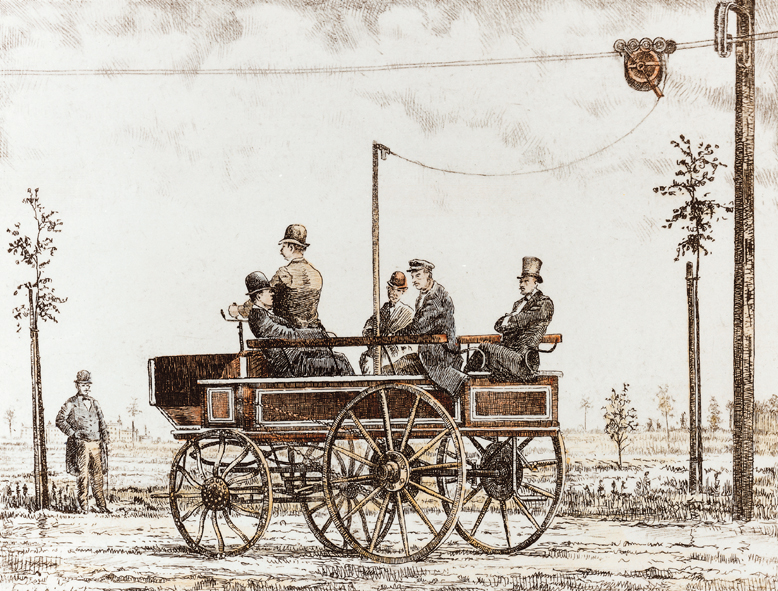
1882: Elektromote – první trolejbus na světě měl sběrač s kontaktním vozíkem
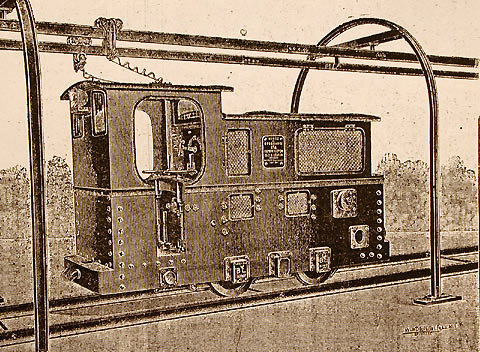
Francouzská důlní lokomotiva s dvoupólovým vedením a dvěma kontaktními vozíky, 1897
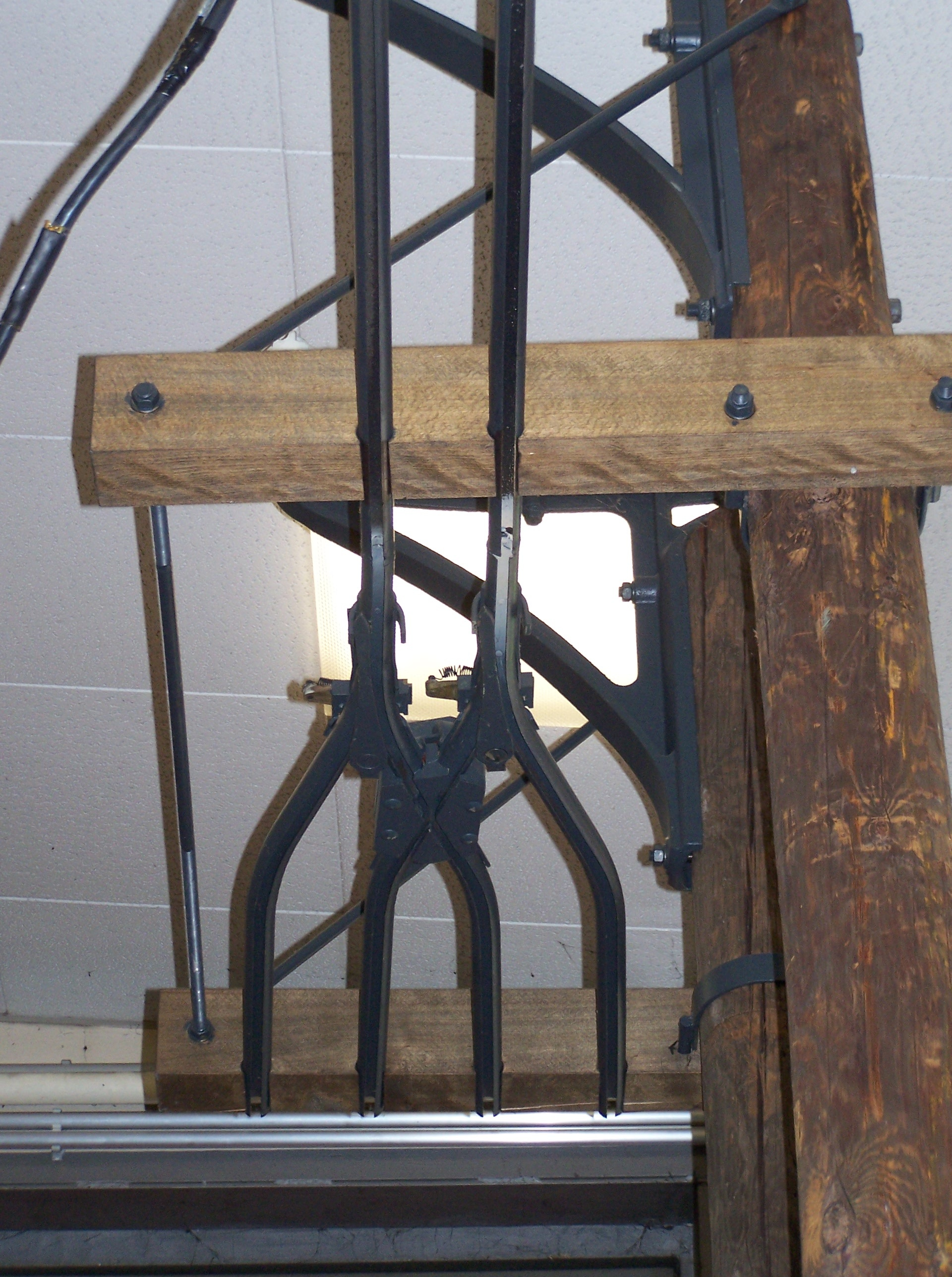
Výhybka na trubkovém trolejovém vedení frankfurtské tramvaje
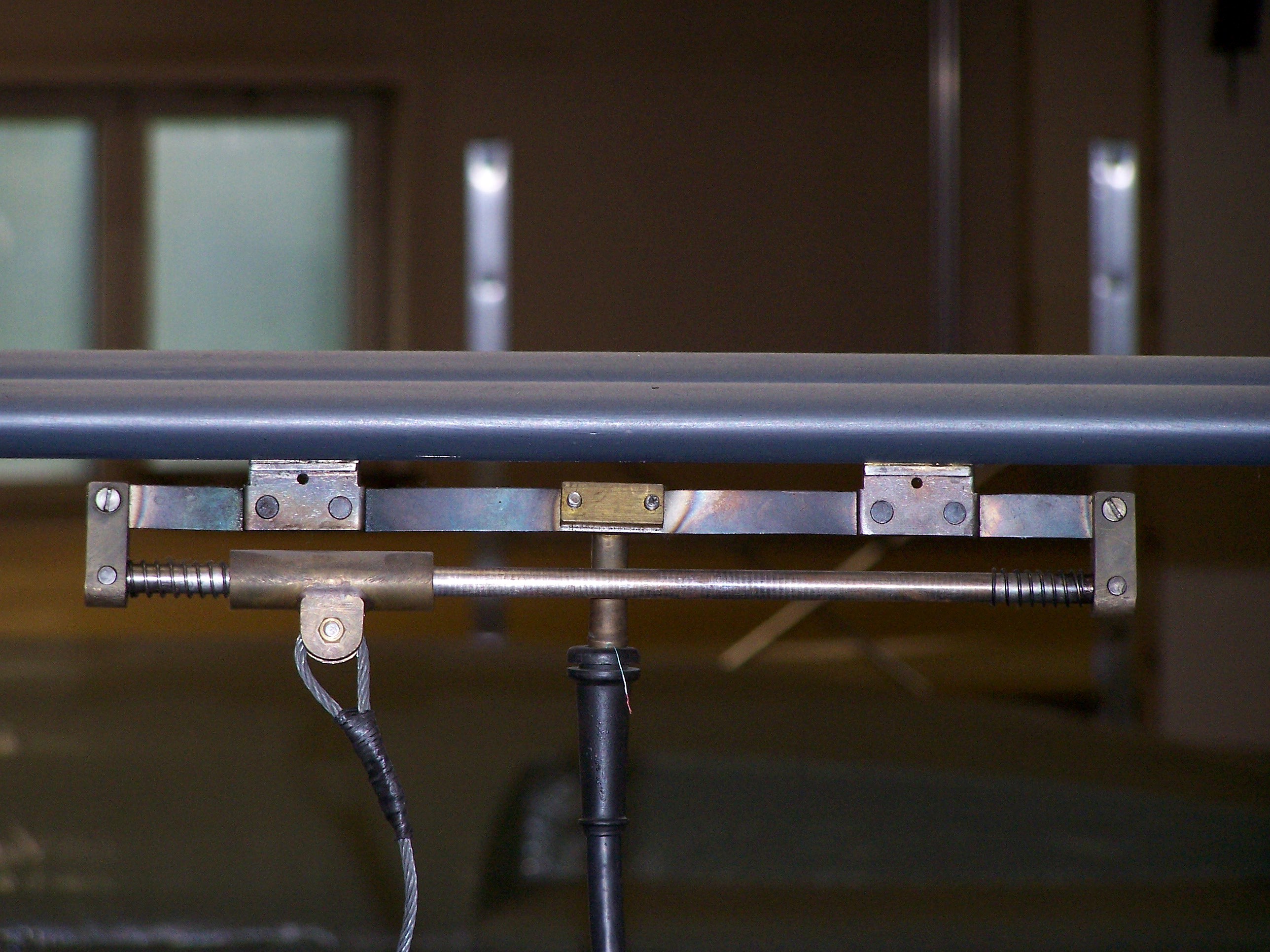
Kontaktní vozík na jednom pólu vedení frankfurtské tramvaje

### Tyčový sběrač s kladkou (kladkový sběrač)

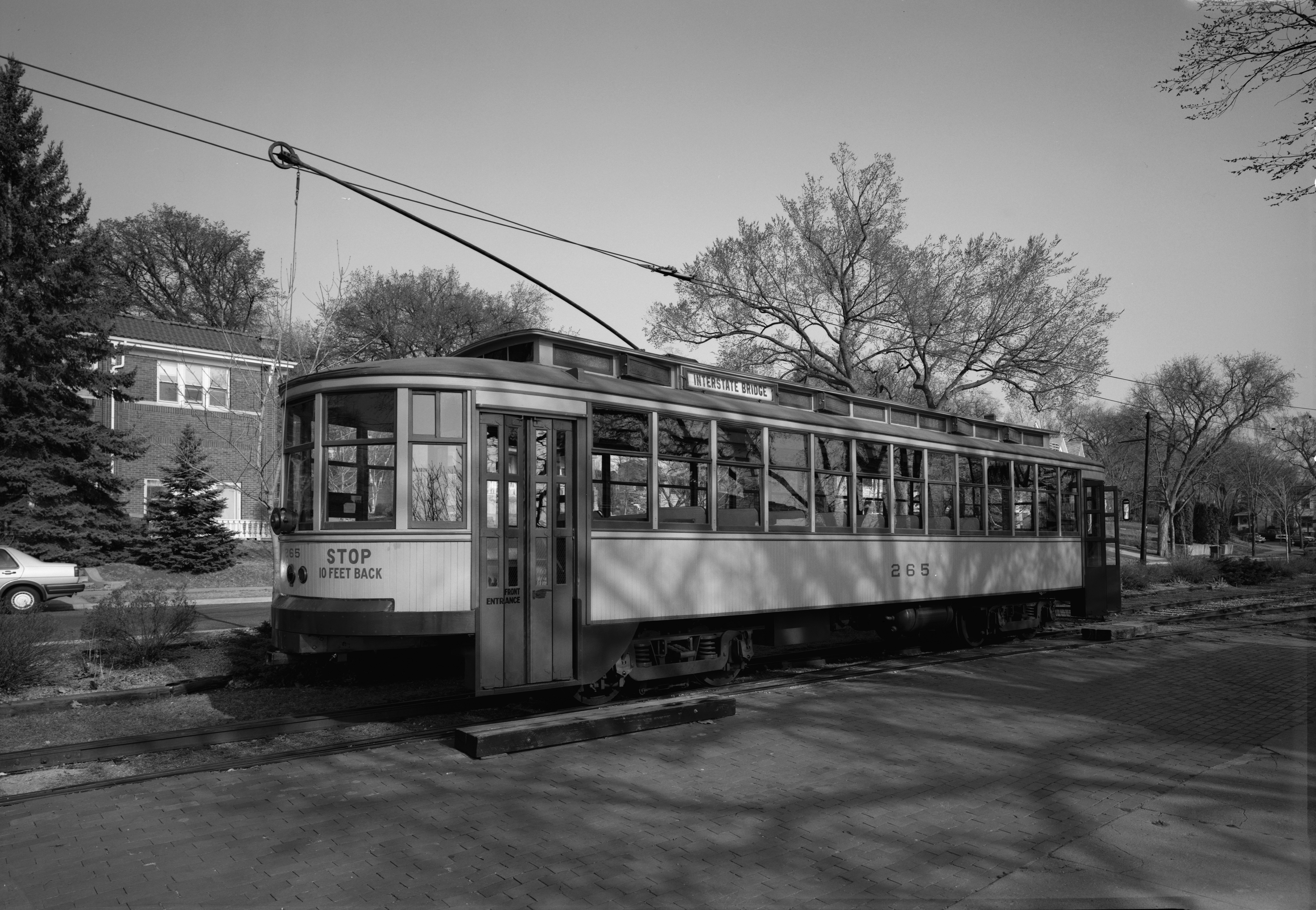
Americký tramvajový vůz s kladkou

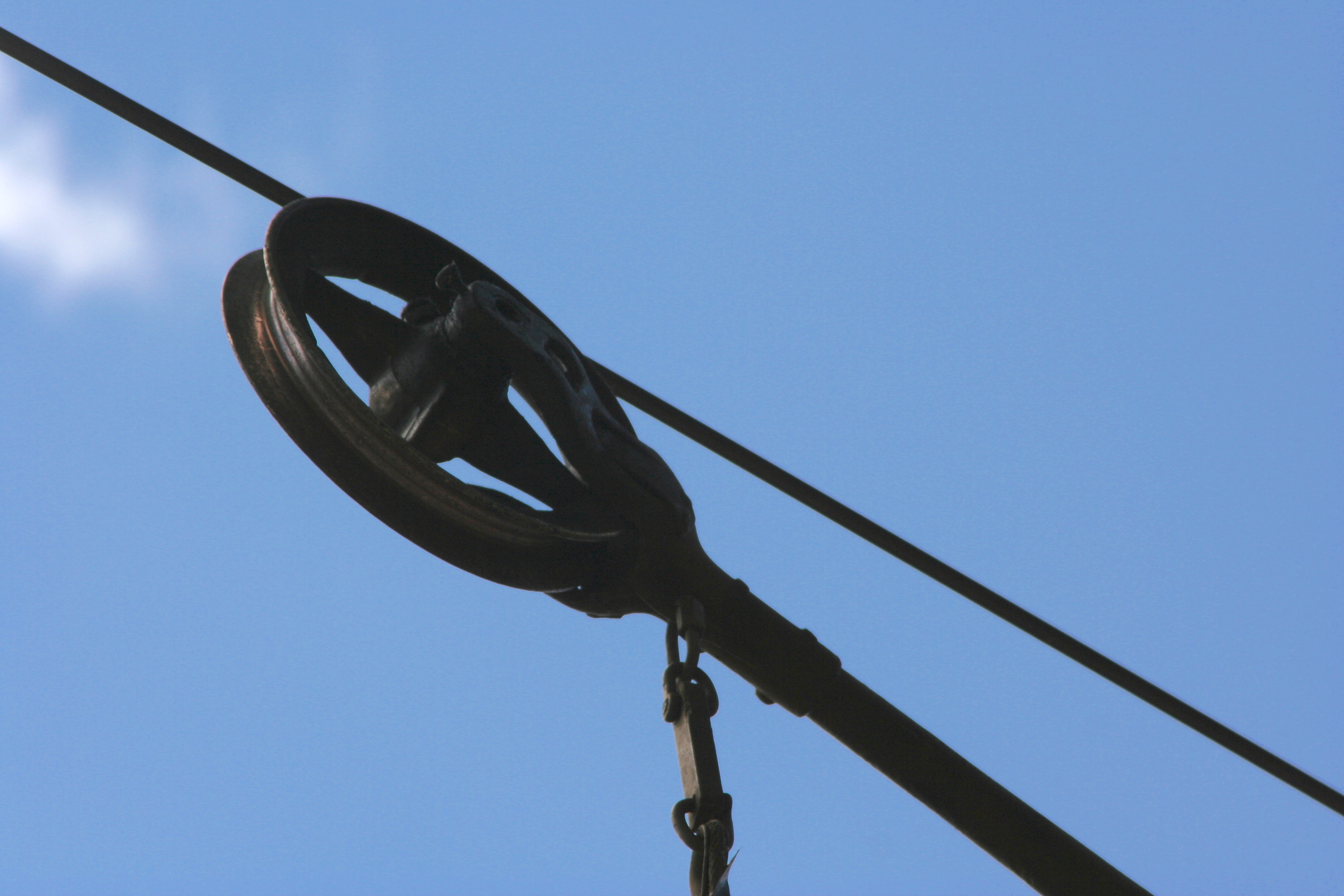
Detail kladky

V roce 1889 použil poprvé tyčový sběrač Frank J. Sprague u tramvaje v Richmondu ve Virginii. Změna principu sběrače z kontaktního vozíku na sběrač přitlačovaný zespodu na napájecí vodič způsobila zásadní zvýšení provozní spolehlivosti napájení vozidel.
Kladkové sběrače mají většinou podobu dlouhé tyče směřující šikmo vzhůru ze střechy vozidla k trolejovému drátu. Spodní konec tyče je uložen v kloubech s vodorovnou osou, takže pružinový mechanismus může přitlačovat horní konec k trolejovému drátu. Spodní konec je otočný i kolem svislé osy, takže horní část sběrače je vedena trolejovým drátem nezávisle na poloze vozidla vůči drátu.
Na horním konci sběrače se nachází obvykle mosazná kladka. Kladka má po obvodě drážku, ve které se odvaluje trolejový drát. Z kladky přechází proud na tyč přes grafitová ložiska, ve kterých je kladka uložena. Vzhledem k malému průměru dosahuje kladka za jízdy poměrně značných otáček.
K zamezení poškození při vypadnutí kladky začala být používána aretační zařízení zadržující odlehčený sběrač v nízké poloze. V Praze se jednalo o systém Píbl-Urban zaváděný od roku 1925.
Proti později vyvinutým sběračům s ližinou má kladkový sběrač několik zásadních nevýhod:
- kladka snadno vypadne z drátu, což může vést i k poškození trakčního vedení i jiných konstrukcí v dosahu
- při změně směru jízdy musí být sběrač ručně stažen a otočen. Dlouhá (podvozková) vozidla mívají obvykle dva sběrače, neboť kvůli manipulaci se stahovacím lanem musí být kladka až za rovinou zadního čela vozidla
- trolejový drát musí být hladký, bez zlomů, v obloucích musí být pro hladký průjezd kladky veden zaobleně, což zvyšuje nutný počet závěsů a sloupů
- u rozvětvení a křížení musí být na trolejovém drátě použity speciální („vzdušné“) výhybky a křižovatky, případně je potřeba u rozvětvení přeložit kladku na sousední drát
- trolejový drát není v zimě kladkou čištěn od námrazy, jako sběračem se smykadlem
- za tmy je obtížné trefit se s kladkou na drát

Od roku 1890 se kladkové sběrače rychle rozšiřovaly po celém světě, a to především u tramvají. Technické nedokonalosti tohoto typu sběrače však vedly časem k tomu, že začal být opouštěn a nahrazován modernějšími typy. Například v Praze došlo v letech 1953-54 k výměně kladek za ferografitová smykadla („botky“) a nakonec ještě bylo v letech 1968 až 1971 posledních 195 dvounápravových vozů, které dojezdily do roku 1974, vybaveno pantografy namísto tyčových sběračů. Přesto se u některých provozů tento sběrač udržel, a to zejména u těch, které dlouhodobě zanedbávaly obnovu vozového parku (Lisabon, Porto, Torino).

### Tyčový sběrač s botkou

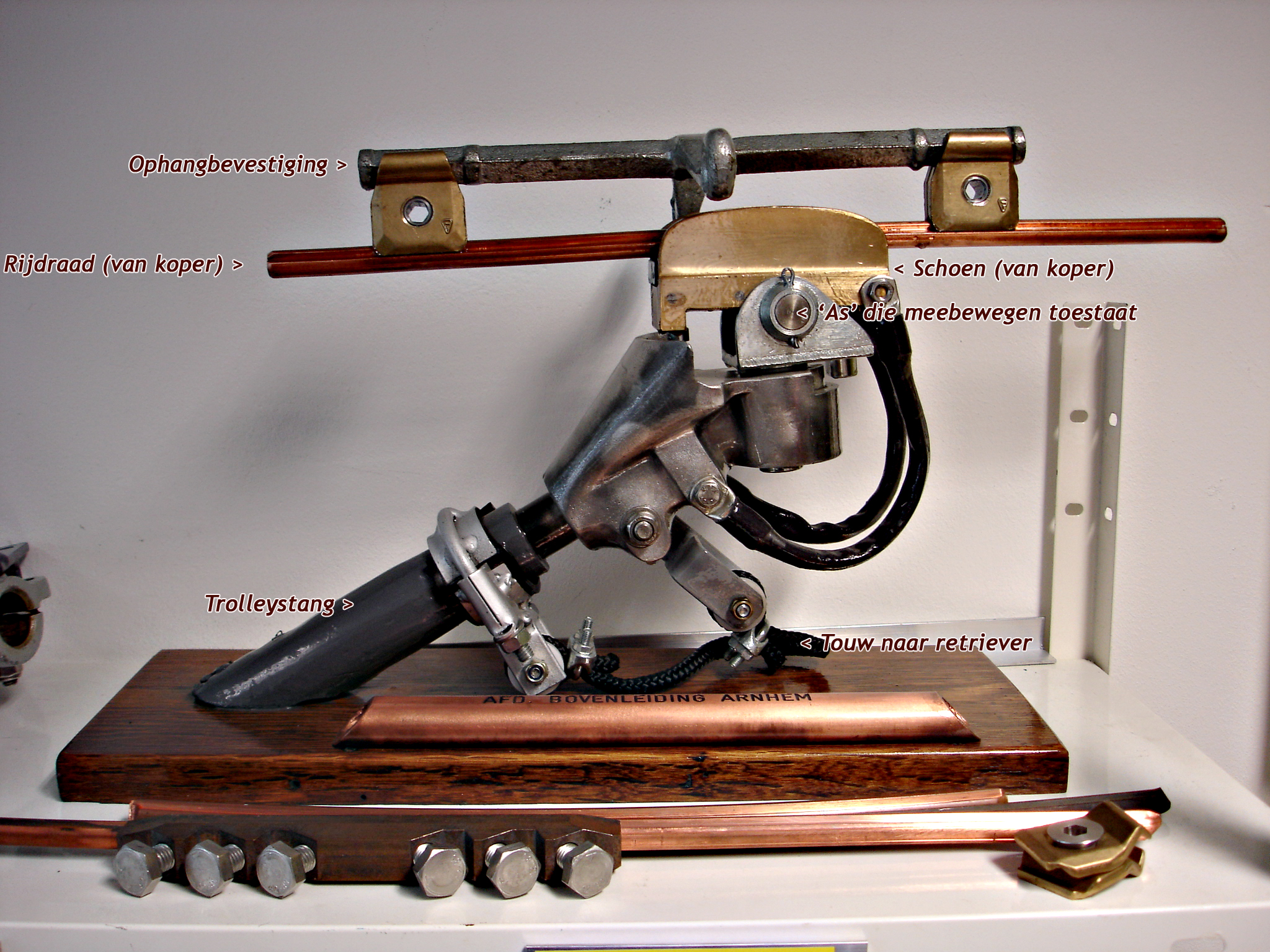
Zakončení trolejbusového sběrače s botkou

Tyčový sběrač s botkou vznikl vylepšením kladkového sběrače. U jeho zrodu na počátku 20. století stál německý inženýr Max Schiemann a byl určen především pro trolejbusy. Sběrač má namísto kladky kontaktní botku s vyměnitelnou grafitovou kluznou vložkou. Botka je uložená otočně podél svislé osy, což umožňuje jízdu vozidla ve stopě i několik metrů vzdálené od osy drátu.
Poprvé byl tento typ sběrače použit u trolejbusové dráhy Bielatalbahn. I dnes představuje tyčový sběrač s botkou standardní vybavení trolejbusů. Kromě toho jej využívají i některé tramvajové provozy - Daugavpils, Riga, Toronto.

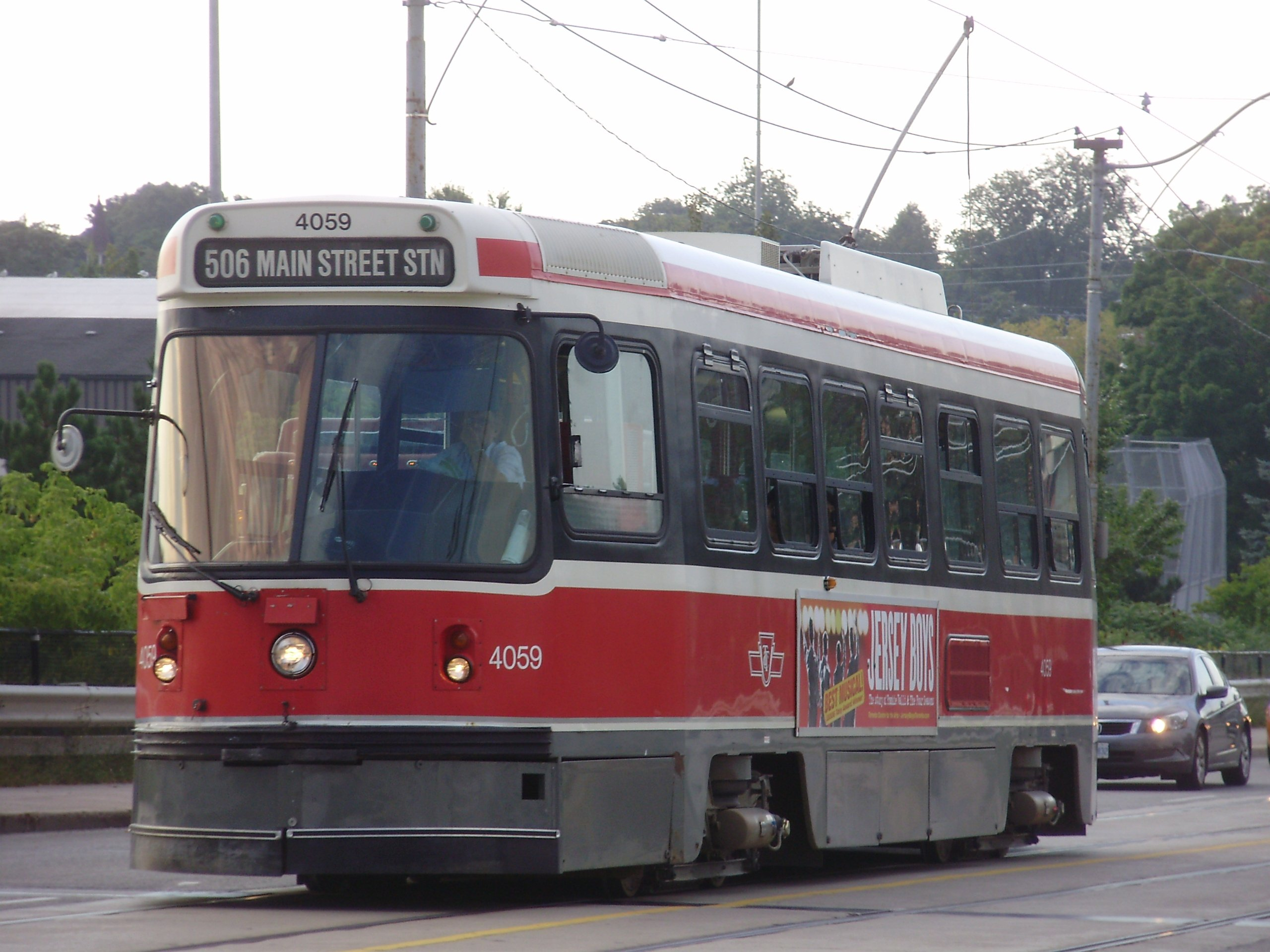
Tramvaj v Torontu
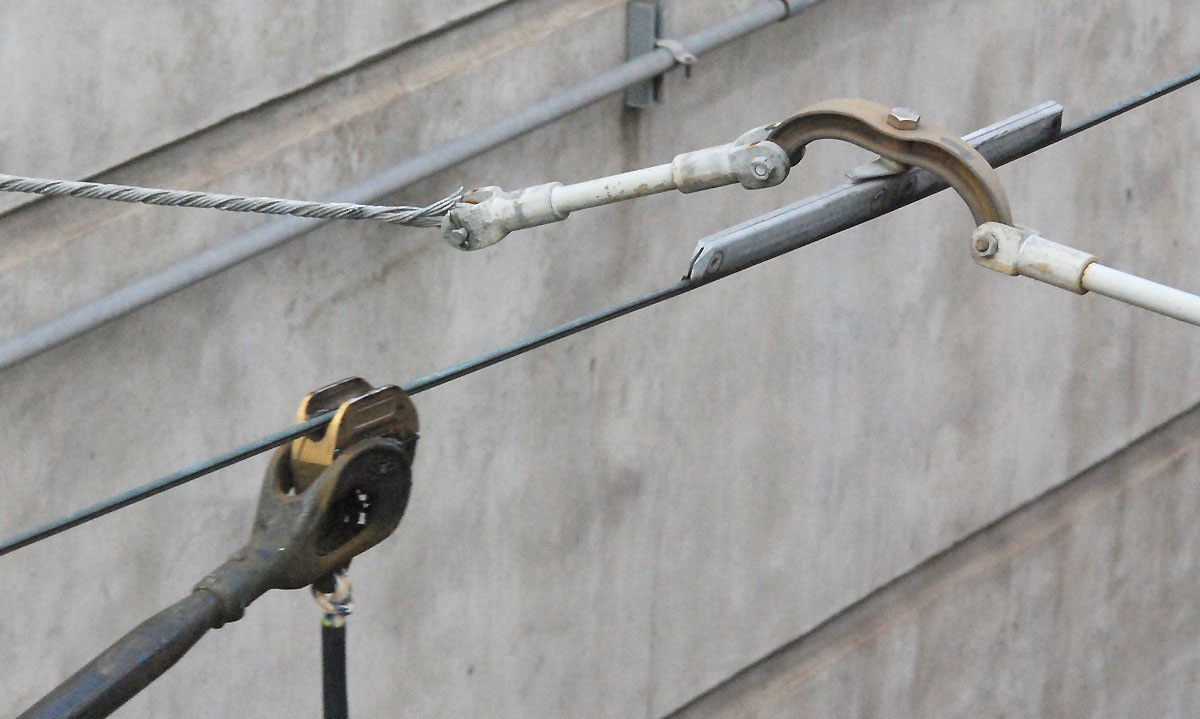
Toronto: Detail sběrače
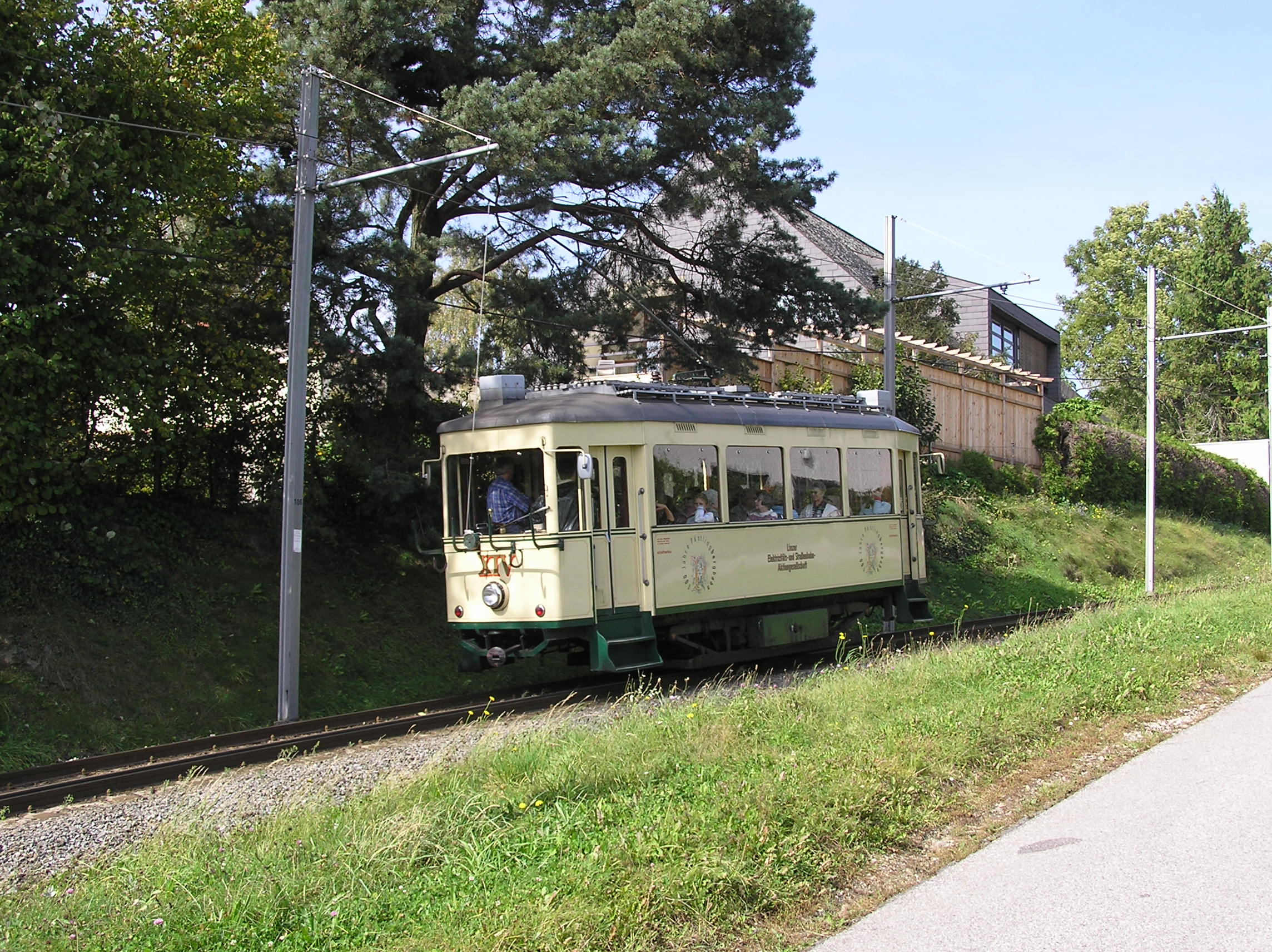
Pöstlingbergbahn (Linec)
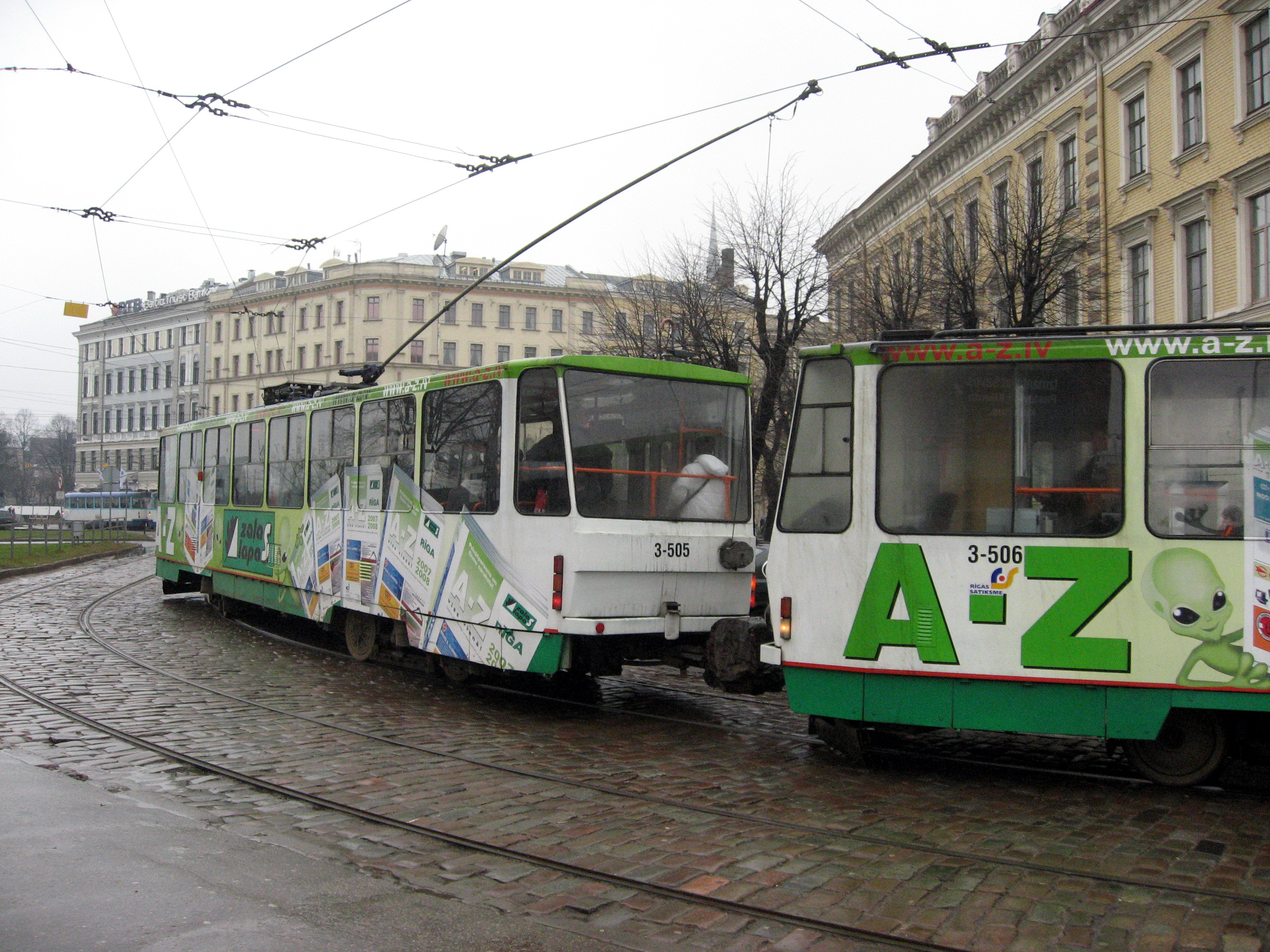
Tramvaj v Rize

### Třmenový sběrač

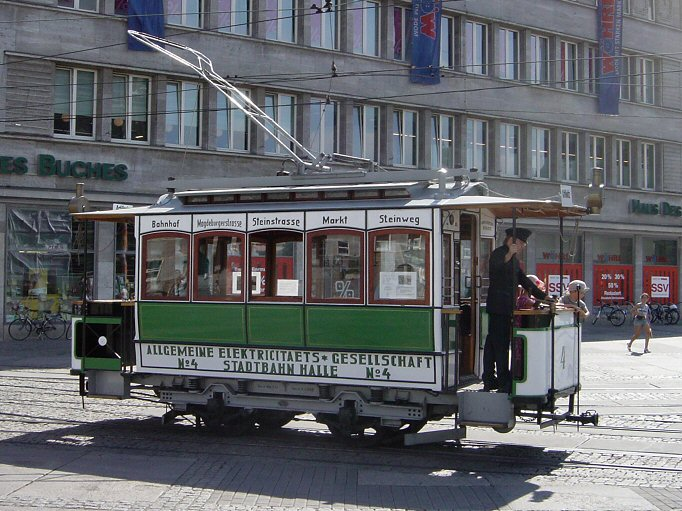
Tramvajový vůz s lyrovým sběračem

Třmenový, též smyčcový nebo lyrový sběrač se používal především u tramvajových drah a místních elektrických drah. Jeho nasazování dosáhlo vrcholu v letech 1890 – 1910, poté začal být vytlačován pantografovými sběrači. Je konstrukcí německého inženýra Waltera Reichela. Od roku 1887 byl zkušebně nasazen na tramvaji v Lichterfelde (nyní součást Berlína). Konstrukci sběrače tvoří dvě spojené odpružené tyče, na vrcholu spojené smykadlem. Při použití oblého smykadla tak konstrukce sběrače připomíná lyru.
Smykadlo bývá jeden až dva metry široké a bývá obvykle uhlíkové, zřídka měděné. Sběrač se na střeše neotáčí kolem svislé osy, jako v případě tyčového sběrače. Při změně směru jízdy se lyra přetáhne tak, aby směřovala vždy dozadu. Tím se značně snižuje riziko zaseknutí sběrače do trolejového vedení a následných škod. Zároveň má sběrač spolehlivější kontakt s trolejovým drátem a nedochází k vytahování elektrických oblouků.
Použití lyrového sběrače zjednodušuje konstrukci trakčního vedení. Odpadají vzdušné výhybky a křižovatky, není třeba dodržovat minimální poloměr drátu v obloucích. Naproti tomu je třeba, aby trolejové vedení mělo klikatost, jinak dochází k vybroušení drážek do smykadel. Z toho důvodu není vhodný dlouhodobý souběžný provoz tyčových a lyrových, stejně jako pantografových sběračů.
V Praze se používal lyrový sběrač jen krátce na některých vozech v letech 1913–1924, poté byl nahrazen tyčovým sběračem.
Na železnici je známé použití třmenových sběračů na elektrických vozech AEG a Siemens při rekordních jízdách rychlostí přes 200 km/h na vojenské dráze Marienfelde–Zossen–Jüterbog. Třmenové sběrače používaly i italské státní dráhy (FS) u lokomotiv napájených třífázovou soustavou.

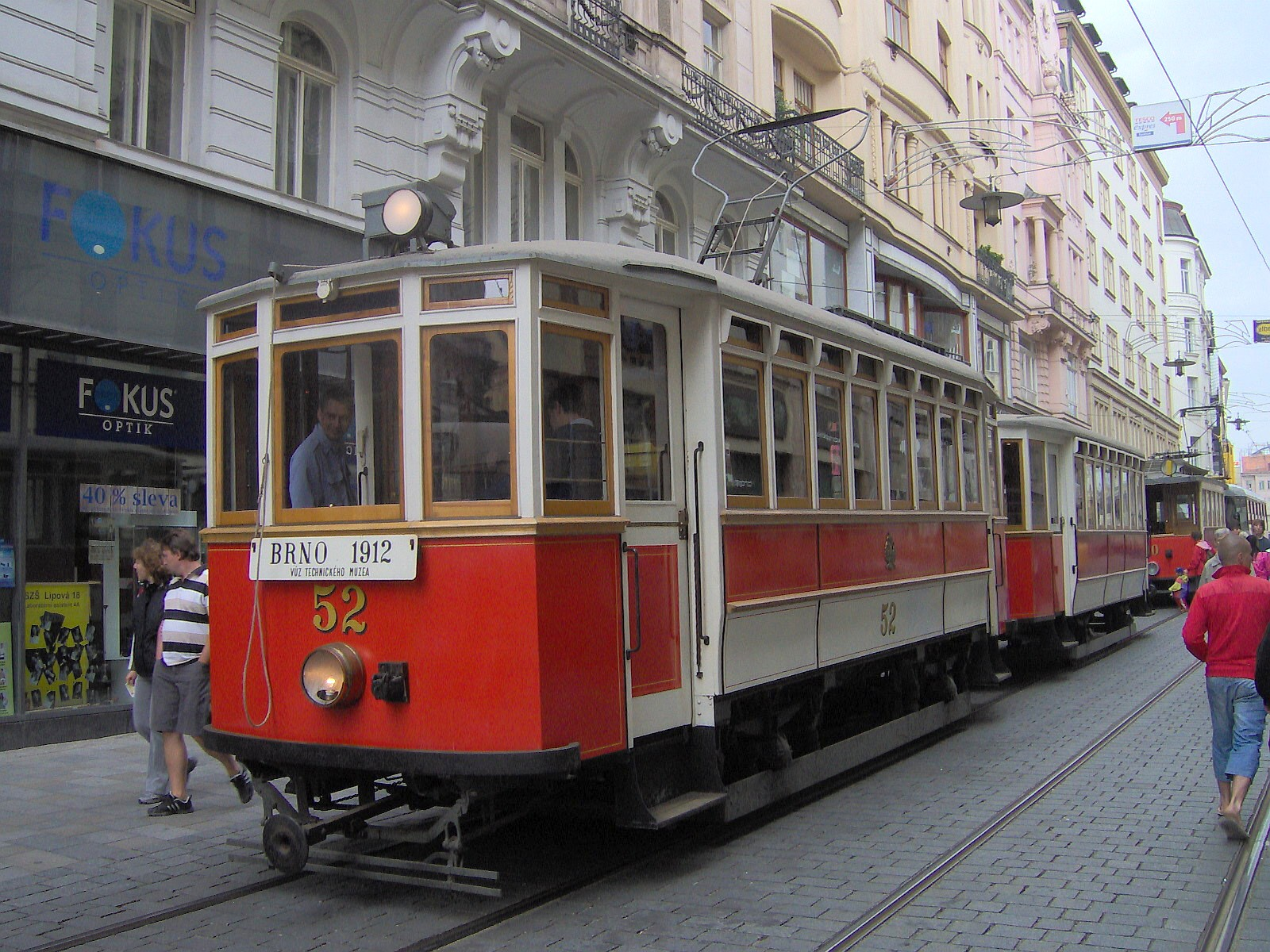
Vůz 52 brněnských dopravních podniků s lyrovým sběračem
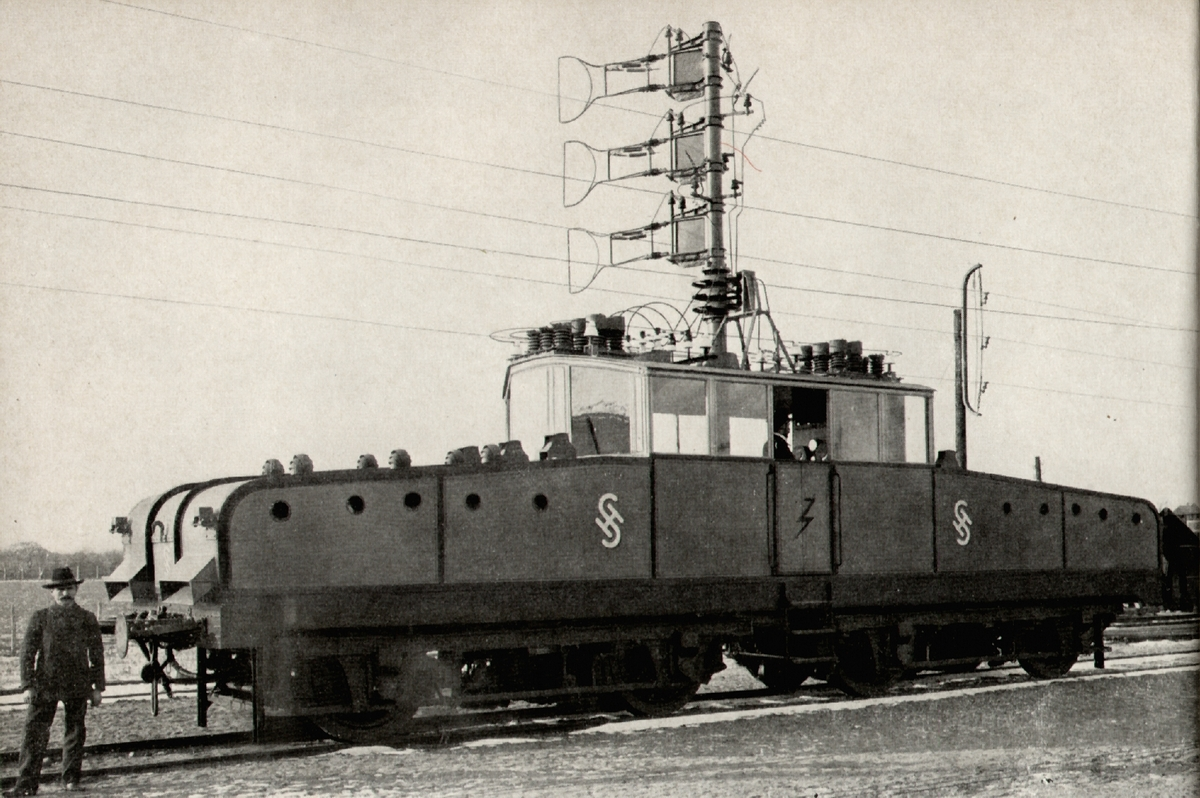
Lokomotiva Siemens - Halske na experimentální trati Marienfelde - Zossen
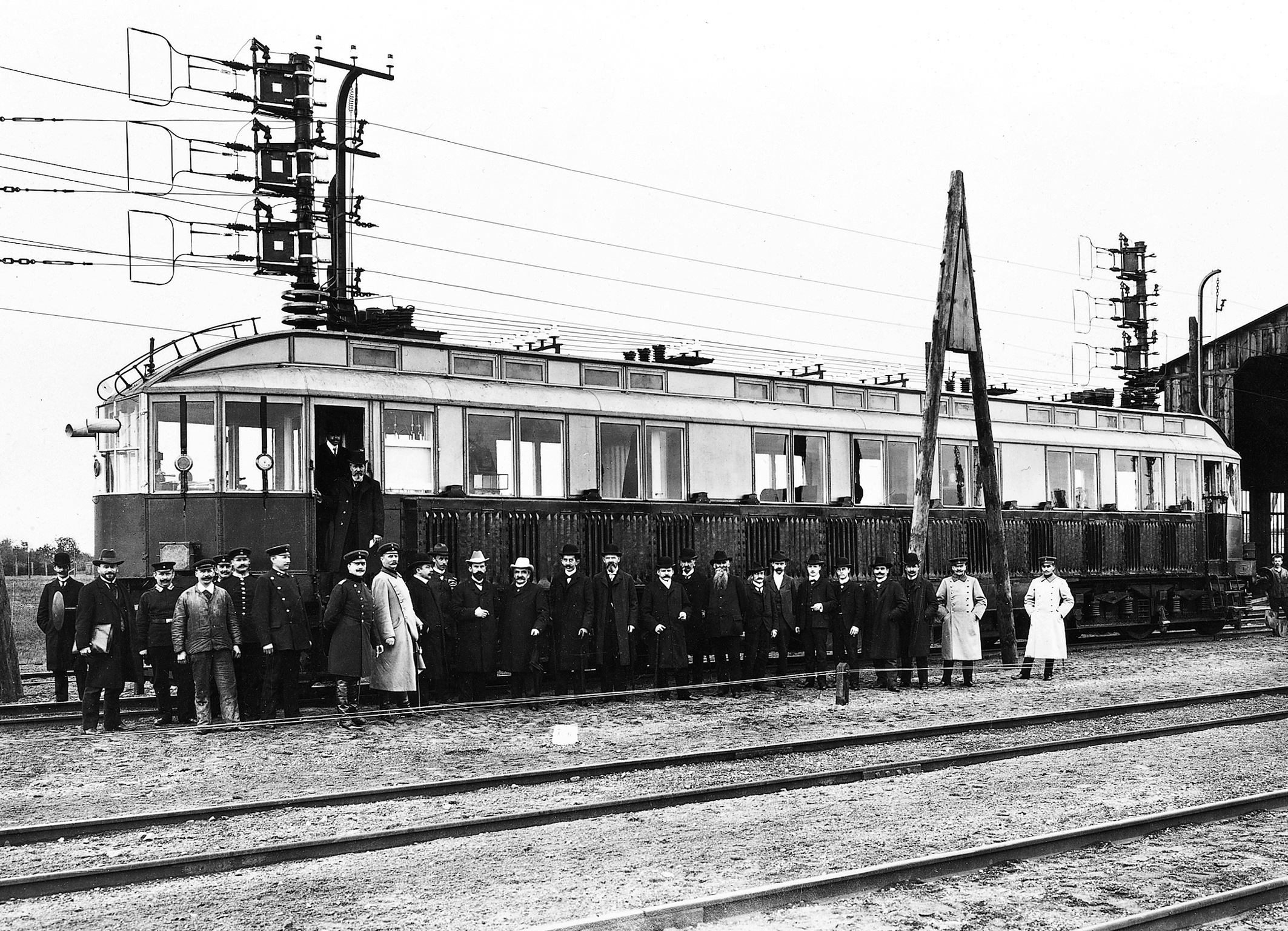
Elektrický vůz Siemens - Halske tamtéž

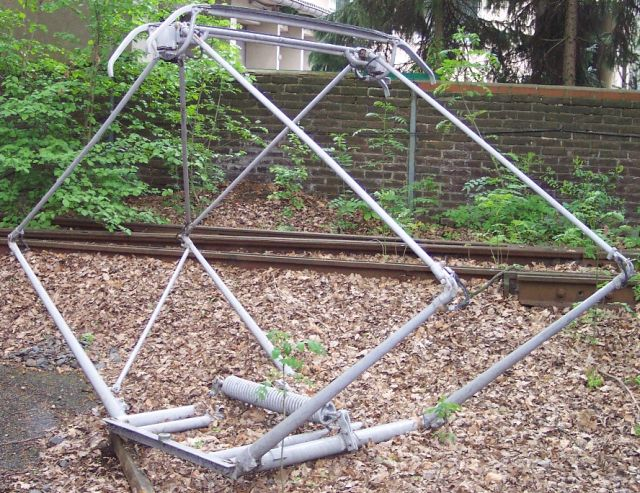
Tramvajový pantograf

### Pantograf
Pantograf je sběrač tvořený soustavou pák spojených tak, aby smykadlo bylo pohyblivé pouze ve svislém směru. Trolej je stejná jako pro lyru. Moment setrvačnosti je menší než pro lyru, ke zlepšení kontaktu s trolejí se využívá sekundární vypružení smykadla. Sběrač je zdvihán ocelovými nebo vzduchovými pružinami. Jelikož je třeba zachovat konstantní přítlak v celém rozsahu zdvihu, působí pružiny na napínací lana vedená přes vačky nebo kloubová táhla s opěrkami, které vačky přibližně napodobují. Pantograf bývá opatřen smykadlem (ližinou) složenou z jedné až čtyř lišt a bočních náběhů. Obložení lišt bývá měděné, uhlíkové (uhlík čistý nebo sycený kovem), metalokeramické, někdy hliníkové. V poslední době se používají smykadla se dvěma samonosnými lištami tvořenými hliníkovým profilem s nalepeným celistvým uhlíkovým obložením, případně s lepenými keramometalovými segmenty (materiál na bázi mědi). Kromě úspory hmotnosti jsou tyto materiály samomazné.

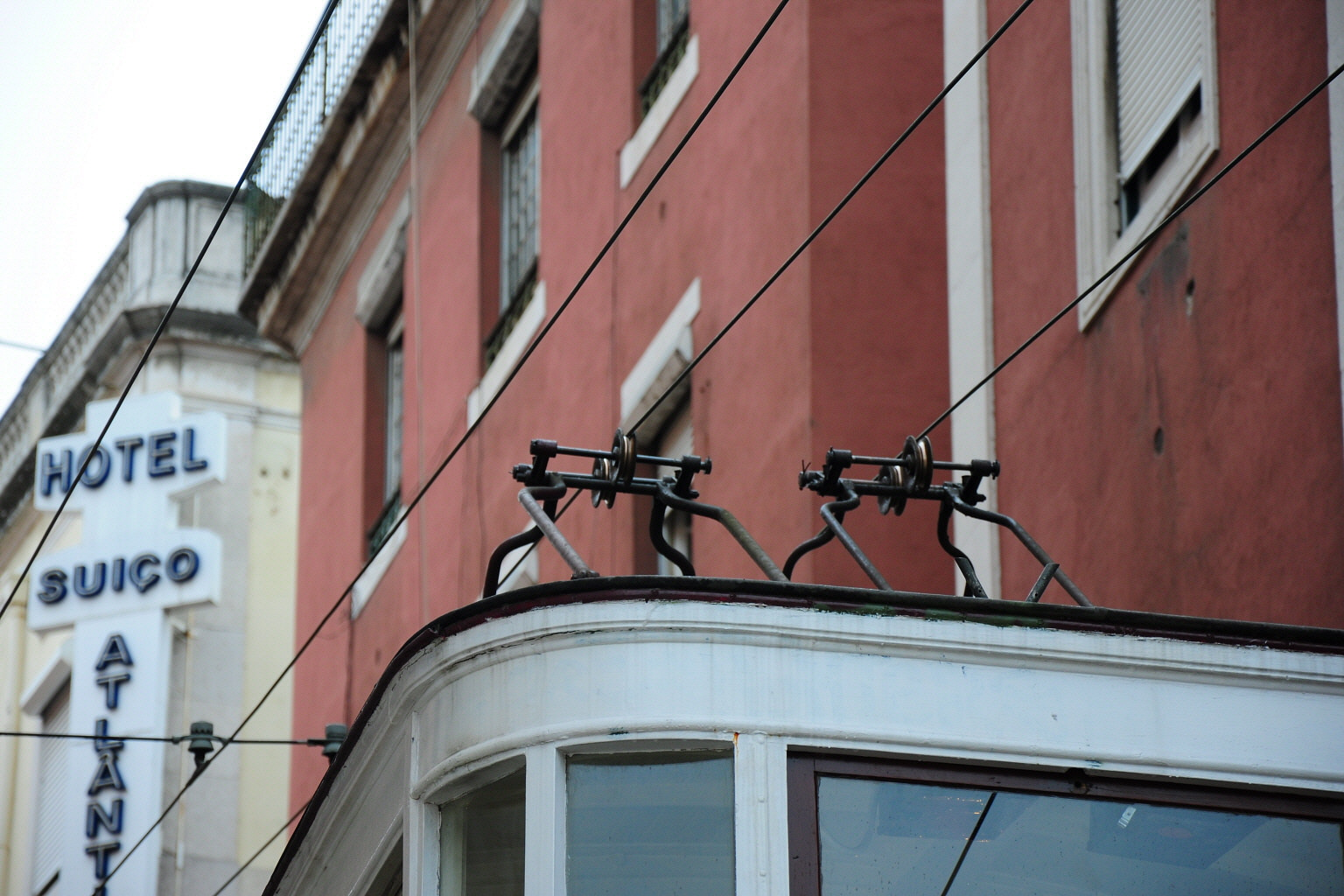
Pantograf s kladkou na místo smykadla. Nezvyklé řešení používají lanové dráhy v Lisabonu - zde Elevador da Glória

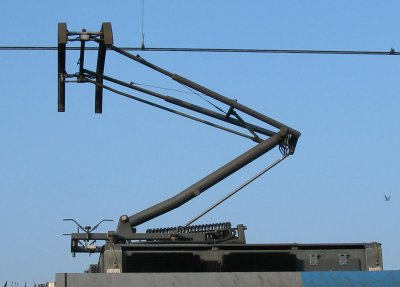
Polopantograf

#### Polopantograf
Snaha o odlehčení konstrukce sběrače vedla ke konstrukci polopantografu. Pantografový princip zůstal zachován. Konstrukce se skládá ze spodního a horního ramene, spodní rameno mívá nejčastěji podobu trubky, horní bývá z trubek nebo pásů, a to buď v podobě tyče nebo písmene V rozevřeného na straně smykadla. Tato nosná konstrukce je doplněna táhly, takže celek tvoří pantografový mechanismus. Výhodou polopantografu je nižší hmotnost i moment setrvačnosti, takže lépe udržuje kontakt s trolejí. Pro vysoké rychlosti bývají sběrače osazeny i různými aerodynamickými ploškami vyvažujícími aerodynamické síly působící na sběrač. Neméně důležité je i sekundární vypružení smykadla (ližiny), které vyrovnává drobné, ale rychlé změny polohy vozidla vůči troleji a zabraňuje tak jiskření. Smykadla se používají stejná jako u klasického pantografu.

## Sběrače pro třetí kolejnici

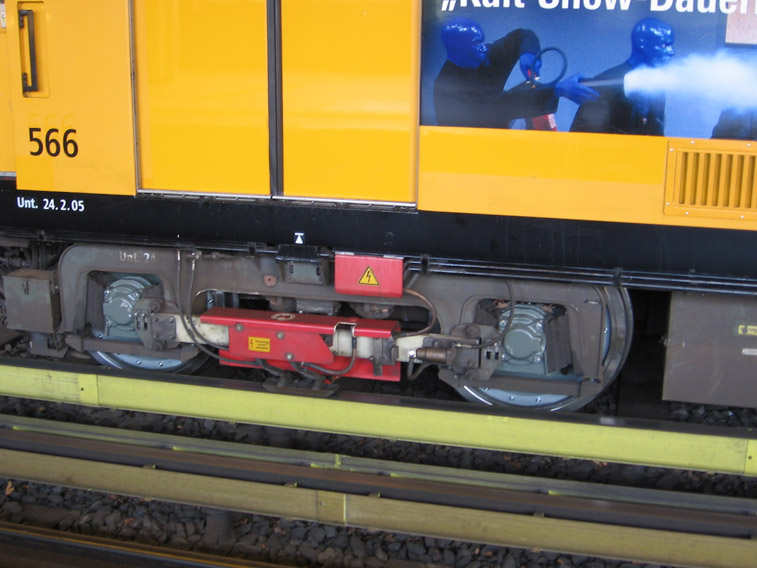
Sběrač pro vrchní kontakt - vůz typu A3 na lince U2 v Berlíně

Sběrače pro třetí kolejnici bývají umístěny na podvozku na nosníku ze dřeva nebo jiného izolačního materiálu. Rozlišujeme je podle polohy kontaktní plochy:
- Sběrače pro vrchní kontakt (starší konstrukce)
- Sběrače pro spodní kontakt (bezpečnější konstrukce)
- Sběrače pro boční kontakt – nepříliš obvyklé, používá S-bahn v Hamburku, boční kontakt umožňují i některé sběrače pro spodní kontakt (S-bahn Berlin)

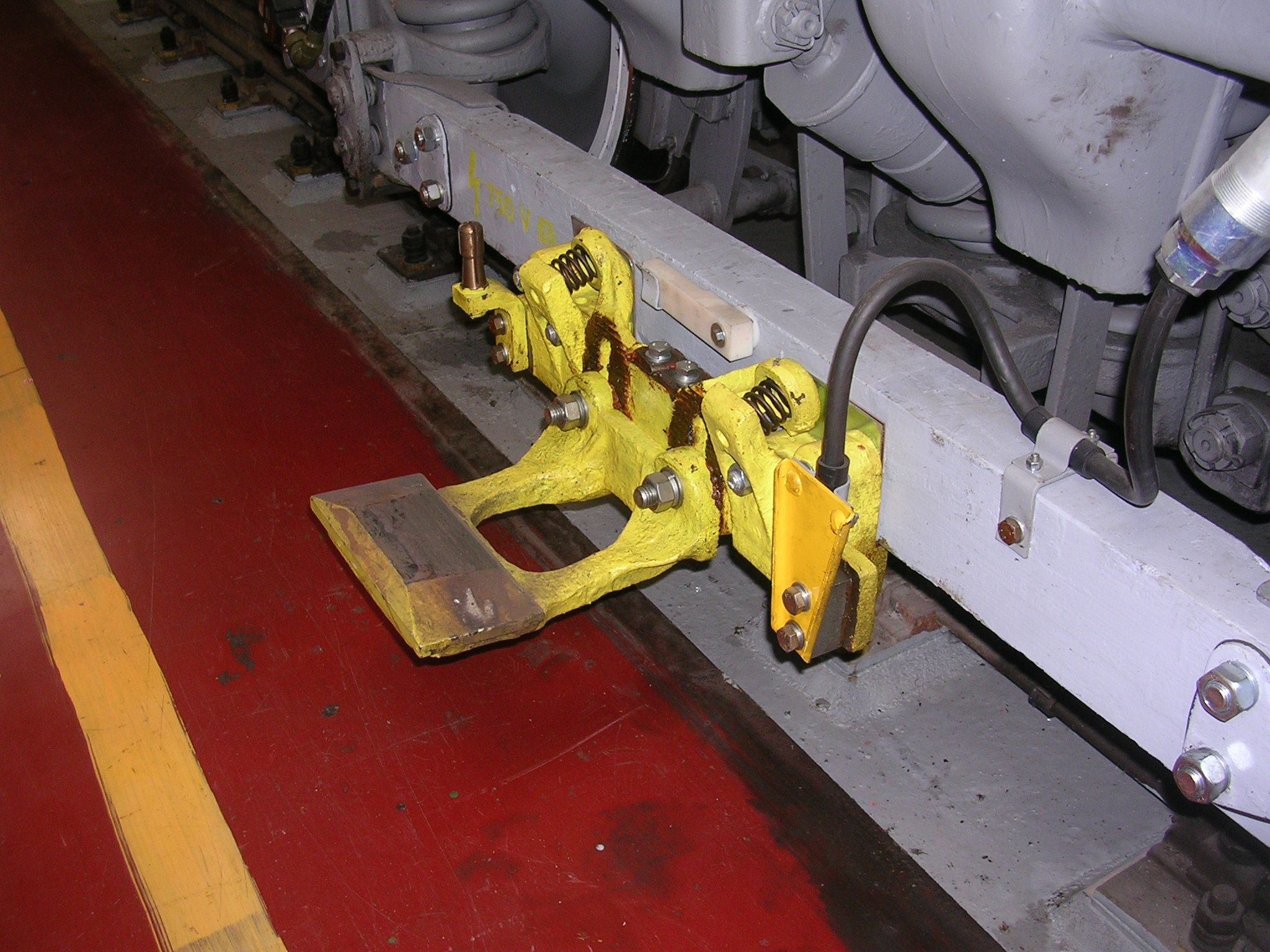
Sběrač pro spodní odběr z třetí kolejnice, vůz metra řady 81-71, Praha
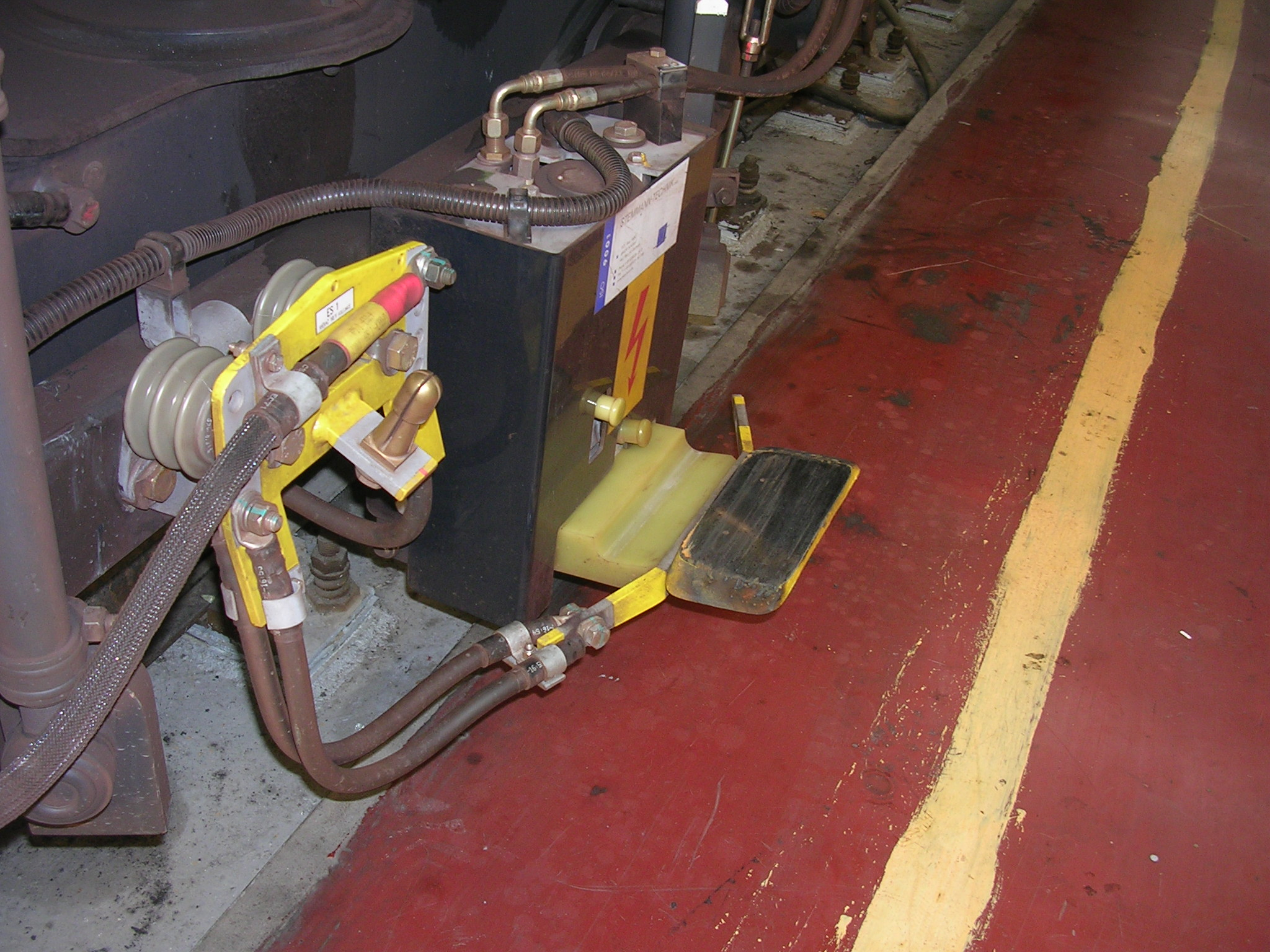
Sběrač pro spodní odběr z třetí kolejnice, vůz metra řady M1, Praha